# Ceratomyxa orthospora
Ceratomyxa orthospora is een microscopische parasiet uit de familie Ceratomyxidae. Ceratomyxa orthospora werd in 2002 beschreven door Kovaljova, Rodjuk & Grudney. 